# Salajka
Salajka (en serbe cyrillique : Салајка), également connu sous le nom de Slavija (Славија), est un quartier de la ville de Novi Sad, la capitale de la Voïvodine, en Serbie.
Salajka est l'un des quartiers les plus anciens de la ville.

## Localisation

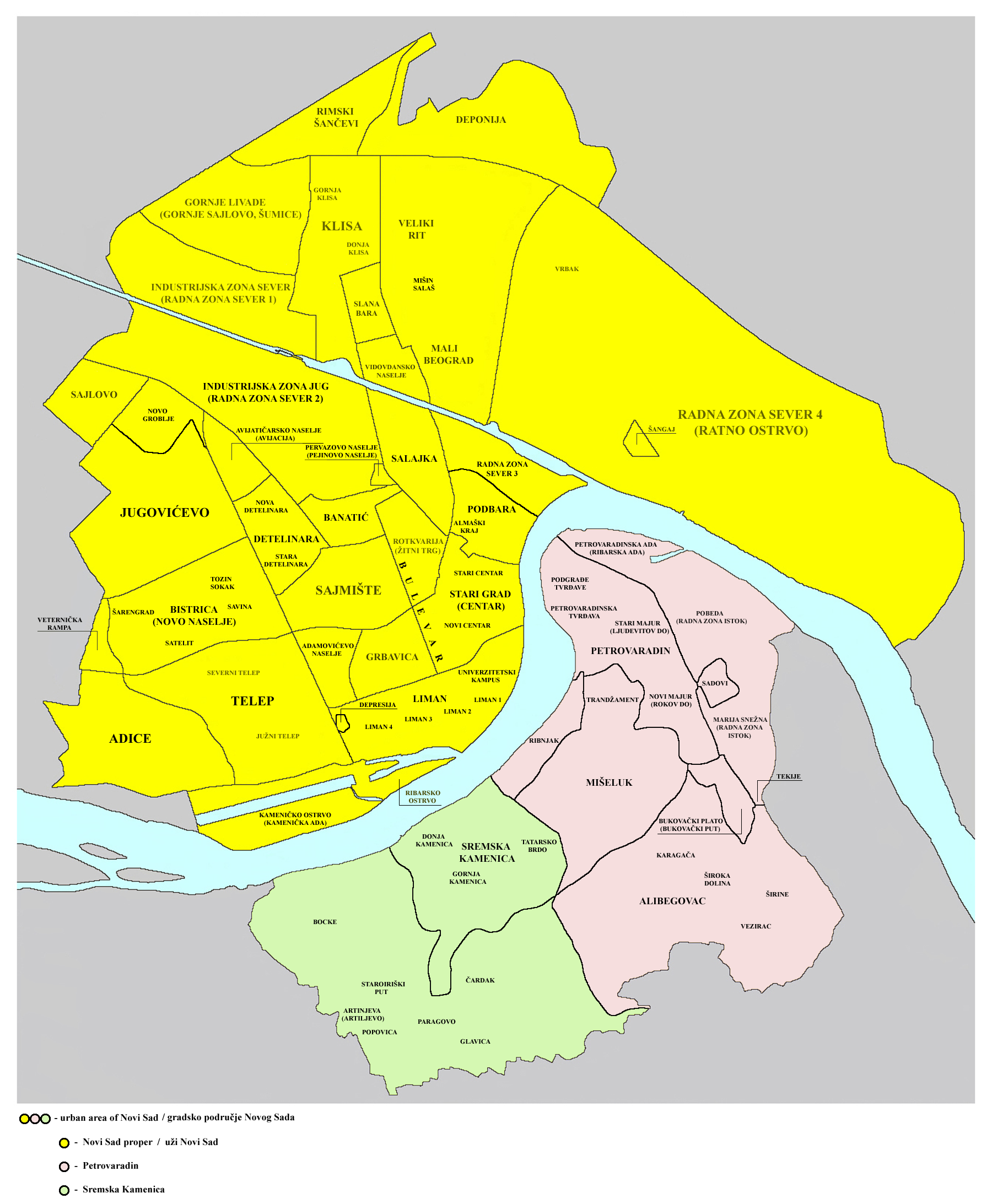
Zone urbaine de Novi Sad

Au sud, Salajka est délimité par la rue Kisačka (la « rue de Kisač »), à l'est par la rue Temerinska (la « rue de Temerin ») et, au nord, par le canal Danube-Tisa-Danube.
Le quartier est ainsi entouré par ceux de Podbara à l'est, Stari grad au sud-est, Rotkvarija au sud-ouest, Banatić, Pervazovo naselje et la Zone industrielle Sud (Industrijska zona jug) à l'ouest et par le quartier de Vidovdansko naselje au nord, sur l'autre bord du canal.
Sur le plan administratif, il fait partie de la communauté locale de Salajka, qui englobe aussi Pervazovo naselje, la Zone d'activités Nord III (qui est considérée comme une partie du quartier de Podbara) et par la section ouest de la Zone d'activités Nord IV, qui se trouve sur l'autre rive du canal Danube-Tisa-Danube.

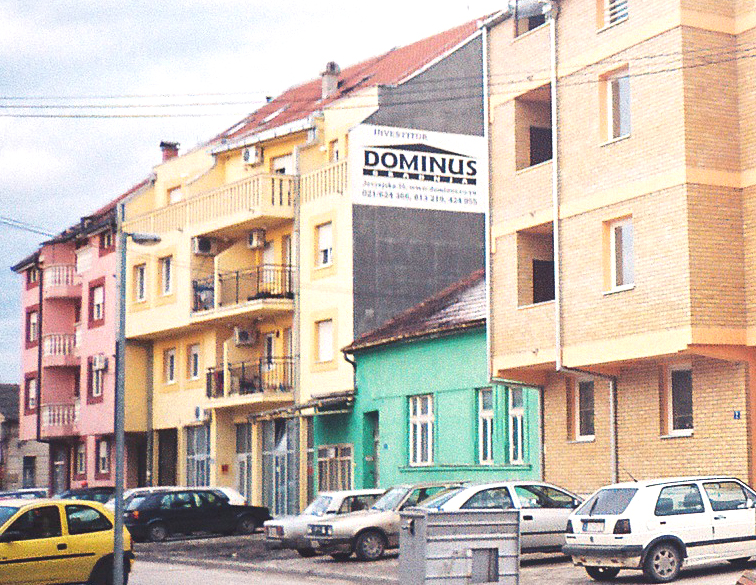
La rue Karađorđeva
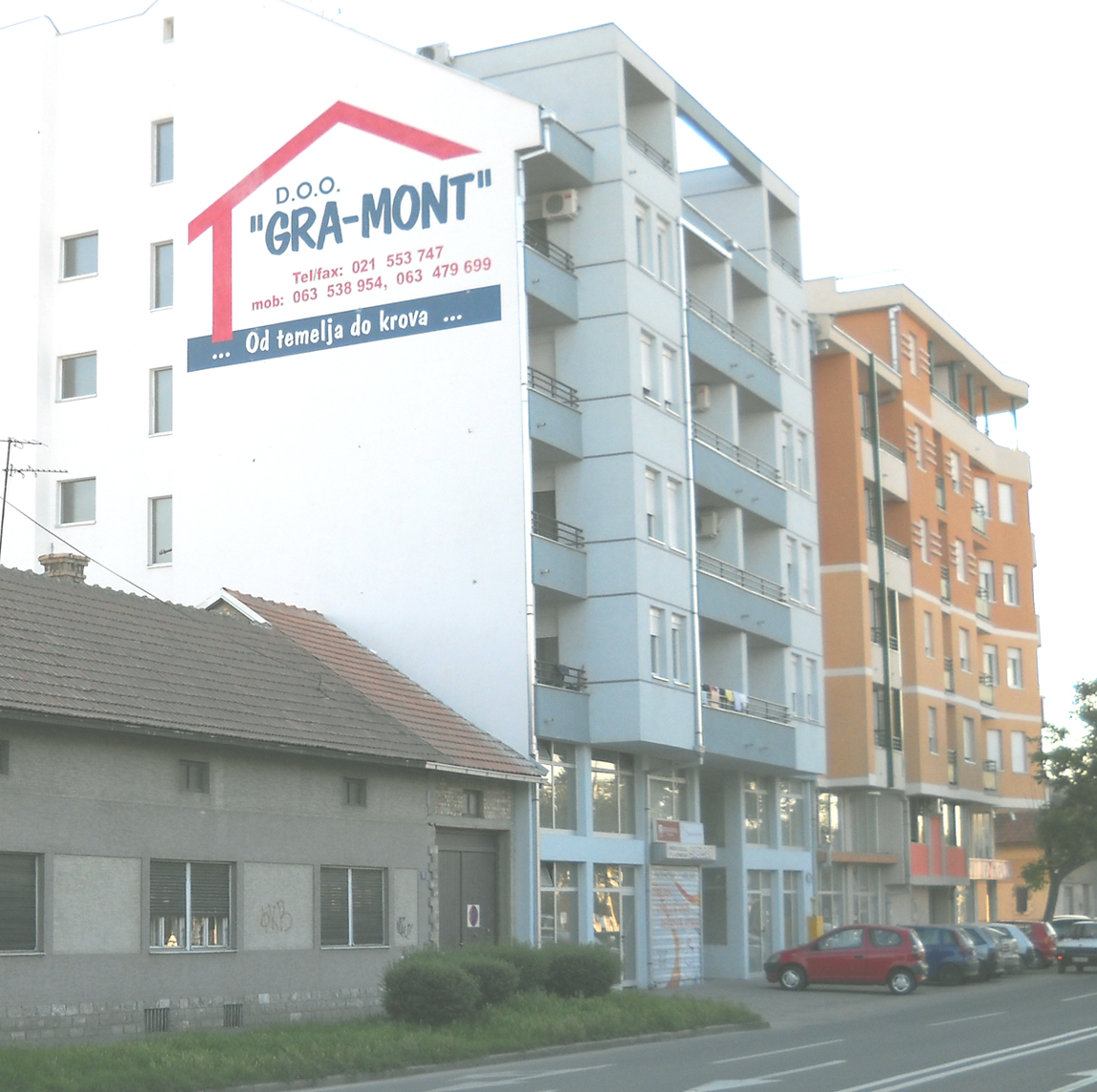
La rue Temerinska

## Religion
Dans le quartier se trouve l'édifice religieux de l'Église spirituelle du Christ, où les services sont assurés en langue serbe.

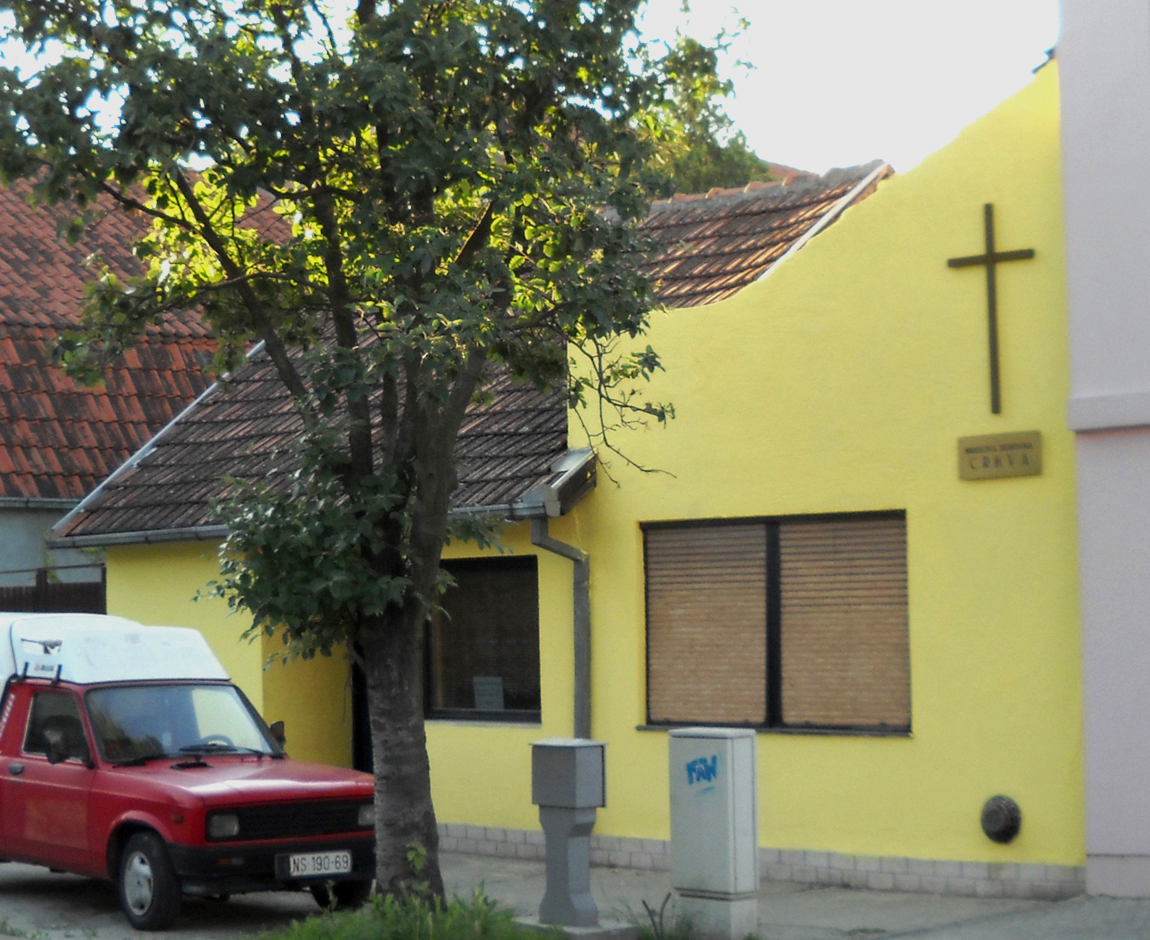
L'Église spirituelle du Christ de Salajka

## Sport
Salajka abrite les installations de la société sportive Slavija, qui a été fondée en 1926 ; le club de football du FK Slavija Novi Sad fait partie de cette association.

## Éducation
Dans le quartier, l'école élémentaire Vuk Karadžić a été fondée en 1911. L'école technique Pavle Savić a ouvert ses portes en 1961.

## Économie
Rue Temerinska se trouvent le marché de Temerin (Temerinska pijaca), géré par la société d'intérêt public Tržnica, ainsi que la société Autovojvodina, et sur le Sentandrejski put se trouve un supermarché Univereksport.

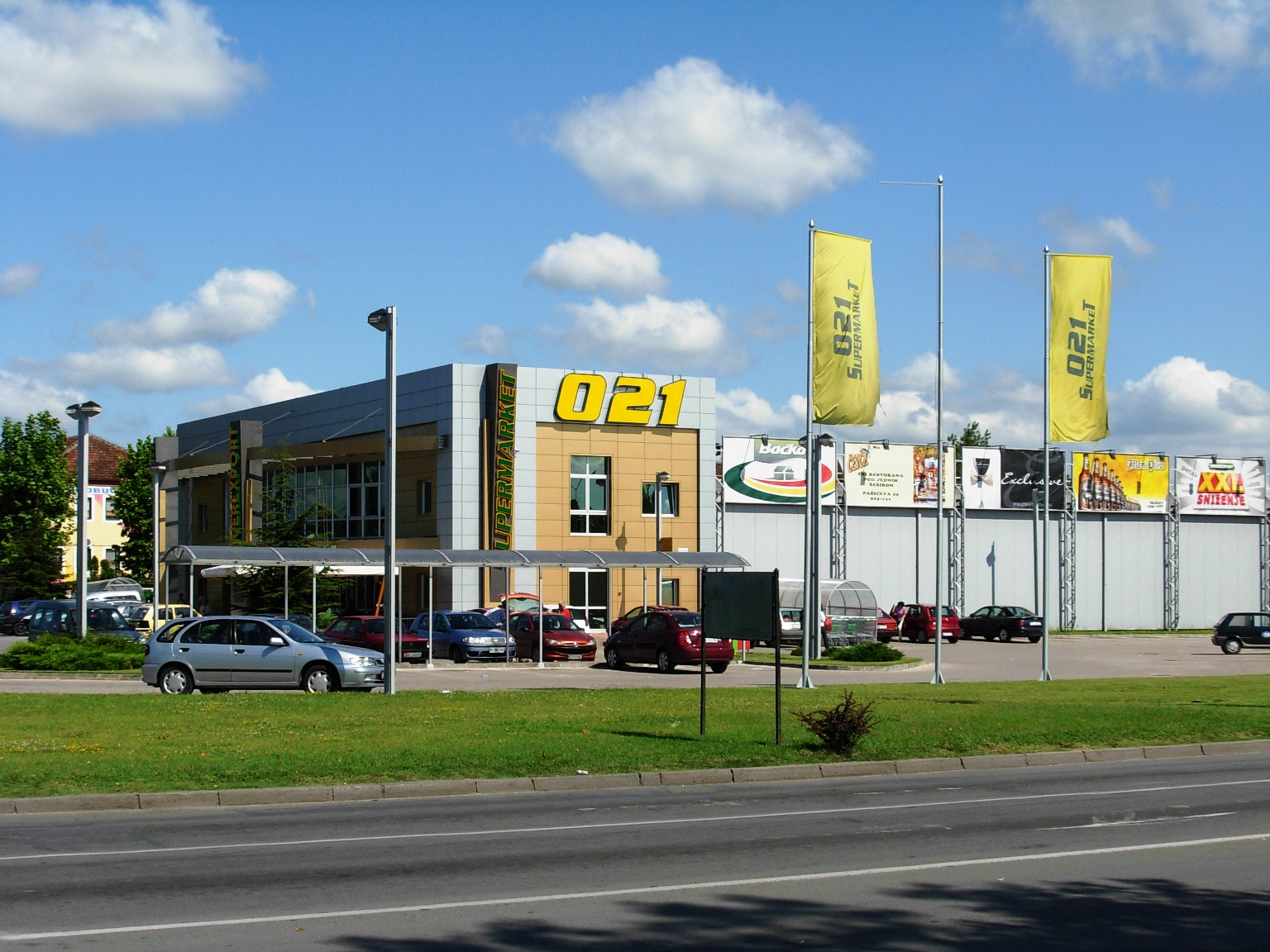
Le supermarché Univereksport de Salajka